# Агу, Аллойсиус
Алло́йсиус (Аллой) Узо́ма Агу́ (англ. Alloysius (Alloy) Uzoma Agu; род. 12 июля 1967, Лагос) — нигерийский футболист, игравший на позиции вратаря. Выступал за сборную Нигерии. Участник чемпионата мира 1994 года. Победитель Кубка африканских наций 1994 года.

## Клубная карьера
Агу начал свою футбольную карьеру в клубе под названием НЕПА. Он присоединился к этой команде в 1982 году в возрасте 15 лет и вскоре дебютировал в этом клубе во 2-й лиге. Однако в течение 7 сезонов команде не удавалось выйти в высшую лигу страны, и в начале 1990 года вратарь подписал контракт с клубом высшего дивизиона АКБ Лагос. В составе команды он провёл только один сезон, после чего переехал в Европу.
Его первым клубом на европейском континенте стал голландский МВВ Маастрихт. В Нидерландах вратарь провёл два полных сезона, но не добился большого успеха с клубом, после чего в 1992 году перешёл в бельгийский «Льеж». В своём дебютном сезоне Агу боролся за место в стартовом составе, однако допускал результативные ошибки и показывал неуверенную игру, в результате чего в следующем сезоне ни разу не вышел на поле. В 1994 году нигериец переехал в Турцию и стал футболистом «Кайсериспора». В своём первом сезоне в Турции он отыграл 17 матчей чемпионата, а клуб финишировал на 11 месте. Однако в сезоне 1995/1996 «Кайсериспор» занял 16-е место и вылетел во второй дивизион. Агу играл во второй турецкой лиге в течение года, приняв участие в повышении клуба в классе. По окончании сезона, в 1997 году, завершил свою футбольную карьеру в возрасте 30 лет.

## Карьера в сборной
В 1985 году Агу играл за сборную Нигерии до 20 лет, с которой отправился на молодёжный чемпионат мира в СССР. Нигерийская сборная вышла в полуфинал, где проиграла Бразилии со счётом 2:0, после чего в матче за 3-е место обыграла хозяев турнира, сборную СССР в серии пенальти, и завоевала бронзовую медаль. Агу был основным вратарём команды, однако в матче против бразильцев получил перелом, из-за которого пропустил остаток турнира.
В основной сборной Нигерии Агу дебютировал 27 августа 1989 года в финальном матче группы отборочного турнира чемпионата мира по футболу в Италии против Камеруна (0:1). Он вышел на поле на замену вместо Дэвида Нгодига, получившего травму.
Из-за данного поражения сборная Нигерии заняла 2 место в группе и не поехала в Италию на чемпионат мира 1990 года. В том же году нигерийцы приняли участие в Кубке африканских наций, а Агу был основным вратарём команды. В первой игре «суперорлы» потерпели разгромное поражение со счётом 1:5 в матче против хозяев турнира, сборной Алжира. Однако после этого сборная сумела выйти в финал, в котором снова уступила алжирцам со счётом 1:0.
В 1992 году Агу снова приехал на Кубок африканских наций в статусе основного вратаря национальной сборной. Нигерия добралась до полуфинала, однако уступила Гане 1:2. После этого команда смогла завоевать 3-е место, обыграв Камерун со счётом 2:1.
В 1994 году основным вратарём сборной Нигерии под руководством Клеменса Вестерхофа был уже Питер Руфаи, а Агу стал резервистом. Это имело место как на Кубке африканских наций, где Нигерия выиграла золото после победы в финале со счётом 2:1 над Замбией, так и на чемпионате мира в США. В США Агу не сыграл ни минуты, а его соотечественники выбыли в 1/8 финала, уступив 1:2 в дополнительное время сборной Италии.
Всего за 7 лет в составе сборной Аллойсиус Агу выходил на поле в 28 матчах.

## Тренерская карьера
После окончания своей футбольной карьеры Агу стал тренером. В 2005—2006 годах тренировал клуб «Левентис Юнайтед», после чего работал тренером вратарей в клубе «Эньимба». В апреле 2008 года стал тренером вратарей сборной Нигерии. 17 декабря 2013 года был назначен на ту же должность в клуб «Насарава Юнайтед», где проработал до 2016 года.